# Т-80УД
Т-80УД (шифр: «Береза», індекс ГБТУ: Об'єкт 478Б) — радянський і український основний бойовий танк з родини Т-80. Розроблений Харківським конструкторським бюро машинобудування (ХКБМ) наприкінці 1980-х років. Танк є варіантом Т-80У, що замість газотурбінного двигуна мав дизельний двигун 6ТД-1, а також зенітну кулеметну установку з дистанційним керуванням.
Історія Т-80УД пов'язана з кількома процесами, які відбувались паралельно з початку 1970-х років. По-перше, ХКБД займалось створенням двигуна 6ТД-1 потужністю 1000 к.с. на заміну двигуну Т-64, який на той момент вичерпав свій потенціал форсування. По-друге, ХКБМ розробляло Т-64 з новітніми комбінованою бронею та системою керування вогнем. По-третє, міністр оборони СРСР Дмитро Устинов прагнув уніфікувати виробництво танків, розгорнувши випуск Т-80 з ГТД на майже всіх танкових заводах. Так було створено Т-80У, а проблеми з ГТД призвели до того, що дизельний двигун не втратив актуальності й харківський 6ТД-1 став альтернативною силовою установкою.
Танк прийнято на озброєння 1987 року, виробництво відбувалось на ХЗТМ в СРСР, завершивши 20-річне виготовлення танків Т-64. Після розпаду СРСР танк виготовляли вже в Україні на експорт для Пакистану протягом 1997—1999 років. Всього виготовлено 300—700 танків за часів СРСР і понад 175 в Україні, що стало одним із найбільших контрактів у історії українського ОПК. Т-80УД також ліг в основу українського танка Т-84.

## Історія

### Передумови
Т-64, створений Харківським конструкторським бюро машинобудування (ХКБМ) і виготовлюваний Харківським заводом транспортного машинобудування ім. Малишева (ХЗТМ), був першим основним бойовим танком СРСР. Він використовував прогресивні на той час технології, зокрема, механізм заряджання та комбіновану броню. Цей танк став основою для всіх наступних радянських основних бойових танків. Втім, його модернізація поступово призводила до зростання маси танка та погіршення ходових якостей. Хоча станом на початок 1970-х 700-сильний двигун 5ТДФ розробки Харківського конструкторського бюро двигунобудування (ХКБД) був цілком надійним, його потужність у перспективі була недостатня, а форсування до 750 к.с. не вдалось.
На 1973 рік радянські заводи й конструкторські бюро мали різні пропозиції перспективних танкових двигунів. Челябінський тракторний завод (ЧТЗ) розробляв X-подібний 16-циліндровий двигун 2В-16, Барнаултрансмаш (БЗТМ) розробляв віялоподібний дизельний двигун і ленінградське НПО імені Клімова (ЛНПО) працювало над газотурбінним двигуном ГТД-1000Т. У Харківському конструкторському бюро двигунобудування (ХКБД) розробляли низку технологічних рішень, що лягли в основу майбутнього 6ТД.

### Двигун 6ТД-1
Наказом Міністерства оборонної промисловості № 19 від 15 січня 1974 для ХКБД було поставлено задачу щодо створення двох двигунів: багатопаливний 6-циліндровий двотактний дизельний двигун 6ТД-1 потужністю 1000 к.с. (для модернізації Т-64) та чотиритактний V-подібний двигун 12ЧН потужністю 1500 к.с. (для гіпотетичного майбутнього танка). 6ТД використовував найкращий досвід серії 5ТД, але загалом був принципово іншим виробом, у якому вдалось прискорити процес газообміну в циліндрах та отримувати значно вищу потужність за збереження компактних габаритів. Вона складала 166 к.с. на циліндр у порівнянні з 140 для 5ТДФ, а літрова потужність досягла 61,3 к.с./л.
Ідеологію 6ТД-1 вперше виклали в технічному проєкті, створеному в листопаді 1974 року. Протягом 1975—1976 було створено 20 одиниць для випробування та встановлення на Т-64. Приймальні стендові випробування відбулись 1979 року, двигун склав їх і був рекомендований до серійного виробництва. 1982 року міжвідомча комісія затвердила документацію для серійного виробництва, того ж року виготовлено три модернізовані Т-64А з 6ТД-1. Ці танки, названі «Об'єкт 476» також мали башти нової конструкції.

### Поява Т-80
На основі харківського Т-64 ленінградський Кіровський завод (ЛКЗ) розробив власний танк Т-80 з газотурбінним двигуном (ГТД) і більш традиційною ходовою. 1976 року його було прийнято на озброєння. Основними сподвижниками його прийняття та виробництва були новопризначений міністр оборони СРСР Дмитро Устинов і ленінградський партійний діяч Григорій Романов, близький до Устинова та Брежнєва. Він був прихильником газотурбінних танків, тому з моменту його призначення цей напрямок мав найбільшу підтримку з боку держави. Для нього було принципово, щоб американському газотурбінному «Абрамсу», ще не прийнятому на озброєння, було підготовано відповідь у вигляді газотурбінного Т-80.
Іншою проблемою був різнобій у танковому виробництві СРСР: на той момент уже виготовляли три схожі за характеристиками основні бойові танки Т-64Б, Т-72 та Т-80, майже не уніфіковані між собою. Тому Устинов одразу запланував перехід усіх танкових заводів (крім УВЗ, зайнятого дешевим Т-72) до виробництва новітнього уніфікованого танка з ГТД. 1976 року було закладено створення наступної модифікації до 1980 року. 1977 року було задано її тактико-технічні характеристики, що містили систему керування вогнем 1А33 «Об», нічний приціл ТПН-4С «Буран-ПА», спостережний пристрій командира ТКН-4С «Агат-С», комплекс керованого озброєння 9К112 «Кобра» та нова комбінована броня. Паралельно з тим проводились роботи з доведення Т-80 до рівня Т-64Б, і 1978 було прийнято на озброєння Т-80Б.
Постанова ЦК КПРС і РМ СРСР № 577-178 від 17 липня 1977 доручила ЛНПО створення нового танкового двигуна ВГТД-1000ФМ (1500 к.с.), виробництво якого покладалось на ХЗТМ, а конструкторська документація лягала на ХКБД. Постанова найвищого керівництва країни зробила ГТД основним пріоритетом, тому розробку чотиритактного двигуна 12ЧН зупинили, а двотактного 6ТД суттєво скоротили. На цей момент серійний Т-80 вже випускали з двигуном ГТД-1000Т, розробленим ЛНПО і виготовлюваним на Калузькому моторному заводі. Більш того, постанова передбачала виготовлення майбутнього Т-80У на ХЗТМ. Для Т-80У було взято шасі Т-80 та башту харківського «Об'єкта 476».

### Дизельні Т-80

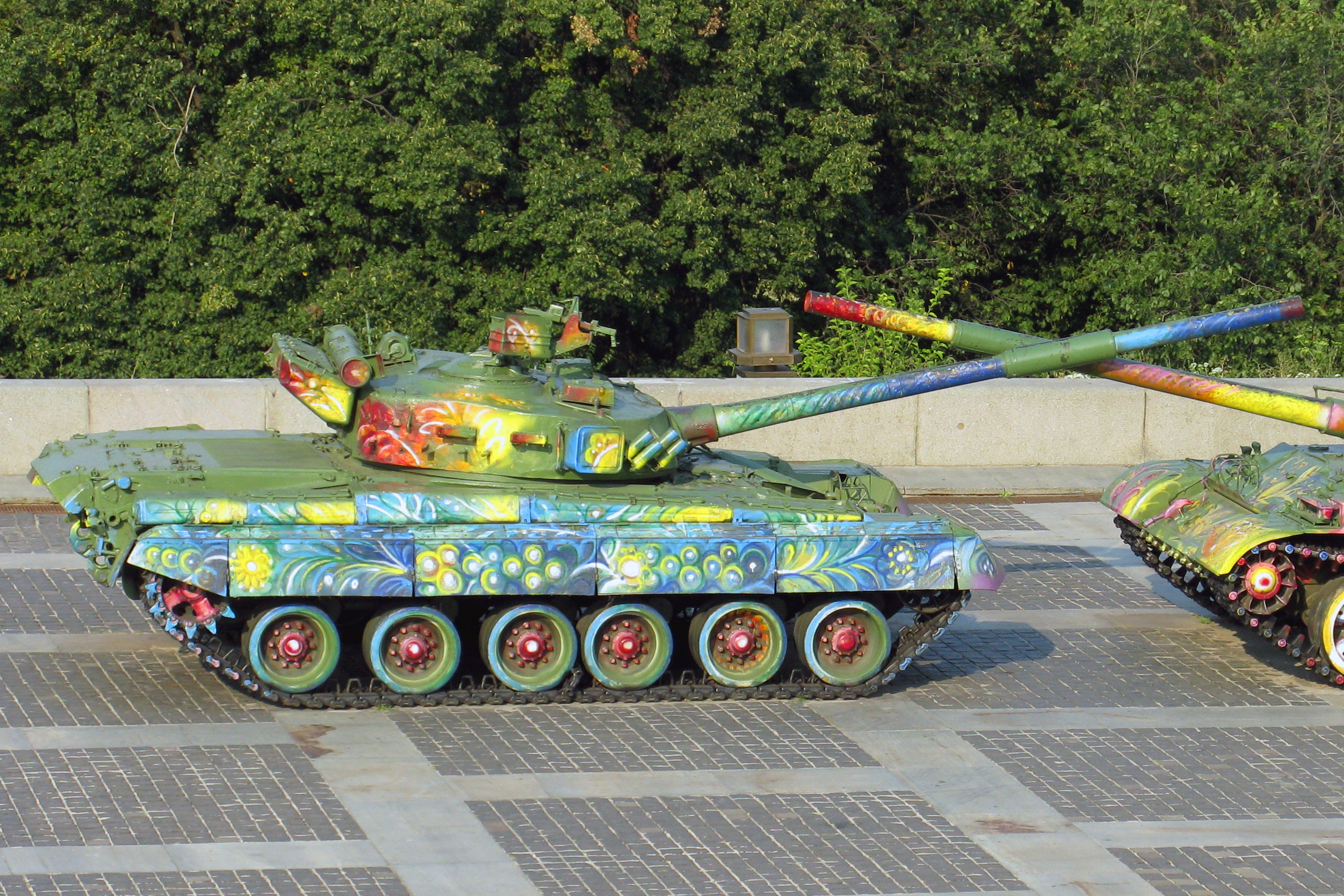
Об'єкт 478

Оскільки Т-80 з ГТД від початку виник як альтернатива Т-64 з 5ТДФ у ніші «елітного» танка, то головний конструктор Т-80 Сергій Попов був категорично проти встановлення дизельного 6ТД-1 у Т-80 навіть як резервного варіанту. Але через те, що газотурбінний двигун був дорогим і неекономічним, паралельно зі створенням і поліпшенням газотурбінного танка низка радянських підприємств проводила власні розробки його варіанту з дизельним двигуном. У Ленінграді та Омську створили проєкти «Об'єкт 219РД» і «Об'єкт 644», оснащені дизелями А-53-2 (2В-16) та В-46-6 відповідно. Обидва не пройшли випробувань.
ХКБМ мав власний варіант «Об'єкт 478», ескізний проєкт якого було створено 1976 року. На ньому було опрацьовано встановлення башти й моторно-трансмісійного відділення з двигуном 6ТД-1 від «Об'єкта 476» на шасі Т-80. Інші джерела називають «Об'єкт 478» модифікацією «Об'єкта 476» з ходовою частиною Т-80. Також існував радикальний проєкт «Об'єкт 478М» з 1500-сильним двигуном 12ЧН, іншою системою керування вогнем і комплексом активного захисту «Шатер».

### Повернення до дизеля
Проблеми з освоєнням ВГТД-1000ФМ (а пізніше й ГТД-1000ТФ) у Харкові все ж призвели до того, що двигун 6ТД розглядали як шлях модернізації Т-64 та як резервний варіант для новітнього Т-80У. Керівництво УРСР, зокрема, голова КПУ Володимир Щербицький, скептично ставились до ГТД у Харкові, але влада республіки не мала можливості оскаржувати постанову 1977 року. Питання встановлення двигуна 6ТД обговорювались і в заступників міністра оборони Василя Петрова й Віталія Шабанова.
Постанова ЦК КПРС і РМ № 701-200 від 16 червня 1981 передбачала створення резервного варіанту Т-80У з двигуном 6ТД-1, для якого було використано моторно-трансмісійне відділення, створене під час випробування Т-64 з цим двигуном. 1983 року на Кубинському полігоні було проведено випробування обсягом 6000 км. За рухливістю танки з ГТД і дизелем виявились рівноцінними; максимальні швидкості руху та швидкості розгону виявились однаковими, однак паливна ефективність дизеля виявилась у 1,6-1,7 кращою, а його гальмівні показники — в 1,4 рази. Випробування 1985 року підтвердили ці показники.
Смерть міністра Устинова 20 грудня 1984 року та відставка партдіяча Романова, двох найактивніших і найвпливовіших прихильників ГТД, дали «зелене світло» на повернення до дизельних двигунів.
У січні 1985 року заступник міністра оборони Віталій Шабанов вперше визнав, що Міноборони весь час вело дві паралельні лінії: ГТД і дизель. Варіантами майбутнього дизеля були челябінський 2В-16 і харківський 6ТД-1. Останній був досконалішим і більш доведеним до рівня серійного виробництва. 6ТД-1 був надійним і ремонтопридатним, не поступався ГТД у вагогабаритних якостях, але був дешевшим та економнішим.
Політичний бік питання залишався відкритим, оскільки діяла постанова щодо виробництва Т-80У з ГТД на заводі імені Малишева. На колегії Міноборони 17 травня 1985 було розглянуто перспективи танкових двигунів. Думки розділились: головний конструктор танка Т-80 Микола Попов продовжував наполягати на ГТД, однак міністр оборони Сергій Соколов сказав йому займатись тими зауваженнями щодо Т-80, що надходили з армії. Заступник командувача Сухопутних військ з питань озброєння Павло Баженов повідомив, що потреби армії в поршневих двигунах задоволено на 60%, тоді як ГТД були відсутні в запасах. Зрештою Соколов постановив, що дизель не втратив актуальності через недоліки ГТД.

### Виробництво Т-80УД

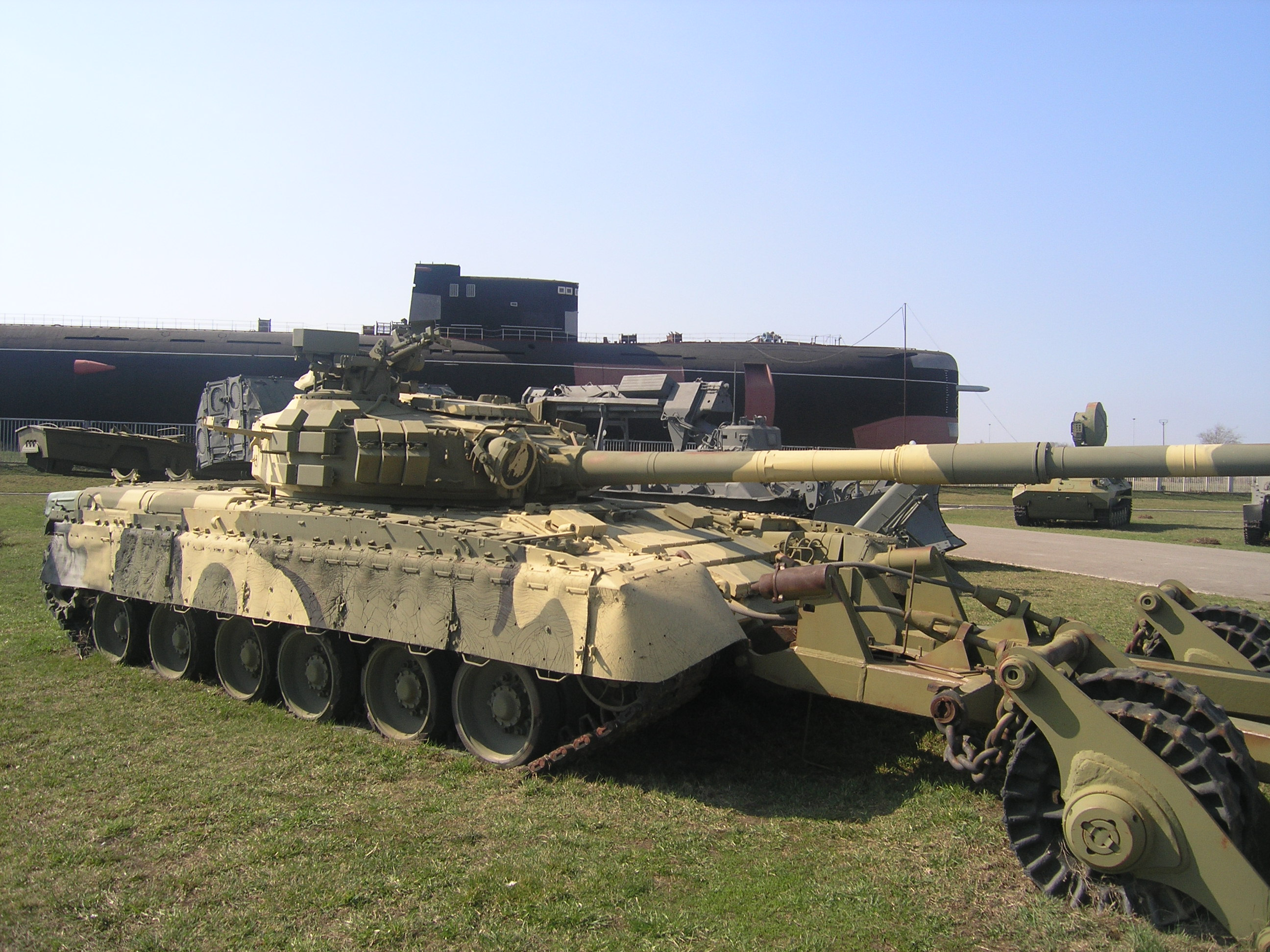
Ранній Т-80УД з «Контактом-1»

Постановою ЦК КПРС і РМ № 837-249 від 2 вересня 1985 всупереч постанові 1977 року було передбачено:
- прийняти пропозицію Міністерства оборони щодо організації серійного виробництва Т-80У з 6ТД-1 замість ГТД;
- звільнити Міністерство оборонної промисловості (МОП) від організації виробництва ГТД і передати відповідні напрацювання Міністерству авіаційної промисловості та Міністерству оборони;
- зобов'язати МОП представити в 4-му кварталі 1985 конструкторську документацію на танк з двигуном 6ТД-1;
- завершити 1986 року роботи зі створення двигуна 6ТД-2 потужністю 1200 к.с. і його встановлення в танк, надати пропозиції щодо початку серійного виробництва 1987 року.

Програму «Об'єкт 478» відновили як «Об'єкт 478Б» (шифр «Береза») з напрацюваннями Т-80У і до кінця 1985 року в Харкові зібрали перші 5 таких танків і підготували кілька «Об'єктів 219А» з дизельними двигунами. 1986 року «Об'єкт 478Б» було запущено в широку серію, а 1987 року прийнято на озброєння СРСР під позначенням Т-80УД. За іншими даними — офіційно прийнято на озброєння його було лише 1992 року в Росії. Вагомою причиною успіху цього танка стало його вподобання особисто Михайлом Горбачовим. Освоєння танка Т-80УД завершило епоху Т-64, останній з яких вийшов із цеху 27 грудня 1987 року.
1988 року Т-80УД зазнав низки змін. Зокрема, було замінено навісний динамічний захист «Контакт-1» на вбудований «Контакт-5». Також було встановлено мультициклонну систему очищення повітря для двигуна, систему маслоспуску, систему пожежогасіння «Іней», допрацьовані систему керування вогнем 1А45 і ПТРК «Рефлекс». Перша демонстрація танка високопосадовцям держави відбувалась на території Харківського гвардійського танкового училища.
За деякими джерелами, початково танк Т-80УД мав отримати позначення «Т-84» для продовження харківської традиції найменування: Т-34, Т-44, Т-54, Т-64 й Т-74. Однак, найвище партійне керівництво вирішило не створювати ще один тип основного бойового танка на озброєнні, поряд з Т-64, Т-72 і Т-80. Деякі дослідники вважають, що Т-84 є українським позначенням Т-80У з дизельним двигуном 6ТД. А за словами головного конструктора ХКБМ Миколи Рязанцева, Т-84 був окремим варіантом Т-80УД з двигуном 6ТД-2, створеним наприкінці існування СРСР. Його приймання відбулось з квітня до листопада 1991 року, а у грудні 1991 було рекомендовано прийняття на озброєння.
Всього до розпаду СРСР було виготовлено за різними джерелами від 300 до 700 танків Т-80УД. Порівняно невелика кількість виготовлених танків пов'язана з Перебудовою, під час якої оборонна промисловість зазнавала скорочень. Завод імені Малишева зазнавав проблеми через те, що фінансування скорочувалось, а Т-80УД був удвічі дорожчим за Т-64БВ через ранній етап серійного виробництва. Традиційно нові танки надійшли на озброєння Таманської та Кантемирівської дивізій, незначна частина залишилась на території ХЗТМ.
Начальник ГБТУ Юрій Потапов вважав, що Т-80УД з 1250-сильним дизельним двигуном мав стати єдиним радянським танком. Наприкінці існування СРСР він запропонував план щодо почергової зупинки радянських танкових заводів на 2—3 роки для опанування виробництва цього танка. ЦК КПРС підтримав цю ініціативу. Держплан, МОП і ГБТУ також підготували план реконструкції заводів 2000 року. Втім, СРСР розпався 1991 року й ці плани не було здійснено.

### Перші роки незалежності України
1991 року разом із розпадом СРСР і здобуттям Україною державної незалежності основні конструкторські та виробничі потужності Т-80УД (ХКБМ, ХКБД, ХЗТМ) опинились на території України. Українські підприємства опинились у скрутному становищі через відсутність фінансування та замовників. 1992 року з'явилась постанова Кабінету міністрів України щодо відновлення виробництва на ХЗТМ, уже в червні генеральним конструктором став Михайло Борисюк. Втім, українському війську танк не був потрібен, оскільки на складах і в частинах і так був надлишок радянських танків.
Паралельно з модернізацією Т-80УД, ХКБМ також проводило розробку нового танка Т-84. В 1980-ті складові танків на 60% постачались із інших республік СРСР, тому 1992 року було виготовлено 42 танки, а з 1993 виробництво зупинилось. Кабмін видав постанову № 181-3 від 12 березня 1993, якою постановив створення модернізованого танка Т-84, заснованого на Т-80УД, з максимально замкнутим циклом в Україні. Раніше башти відливались на «Азовмаші» в Маріуполі та в Омську, але ці підприємства більше не могли їх постачати: перше на той момент уже втратило технологічний процес і устаткування, а друге перебувало за кордоном і пропонувало свою продукцію задорого — тому в ХКБМ розробили власну зварно-катану башту. Такі башти розробляли в ХКБМ ще в 1984—1986, але тоді вони не набули розвитку через уже налагоджене лиття башт.

### Пакистанський контракт
Частина Т-80УД, виготовлених для Пакистану[⇨] впродовж 1997—1999 років вже містила напрацювання Т-84, в тому числі зварно-катану башту нової конструкції. Із 320 танків 145 мали оригінальні литі башти, з яких 52 були ще для радянської армії, частина танків була новими, але з радянськими баштами, частину взяли з запасів української армії, а решта 175 танків були «Об'єкт 478БЕ» зі зварними баштами. Частина гармат 2А46М-1 для пакистанського контракту закуплялась у Росії, однак російські політики почали створювати штучні перешкоди для їхнього постачання. Тому швидкими темпами налагоджувались розробка й виробництво КБА-3, української копії 2А46М-1. Кулемети ПКТ і НСВТ замовляли в Болгарії.

## Опис

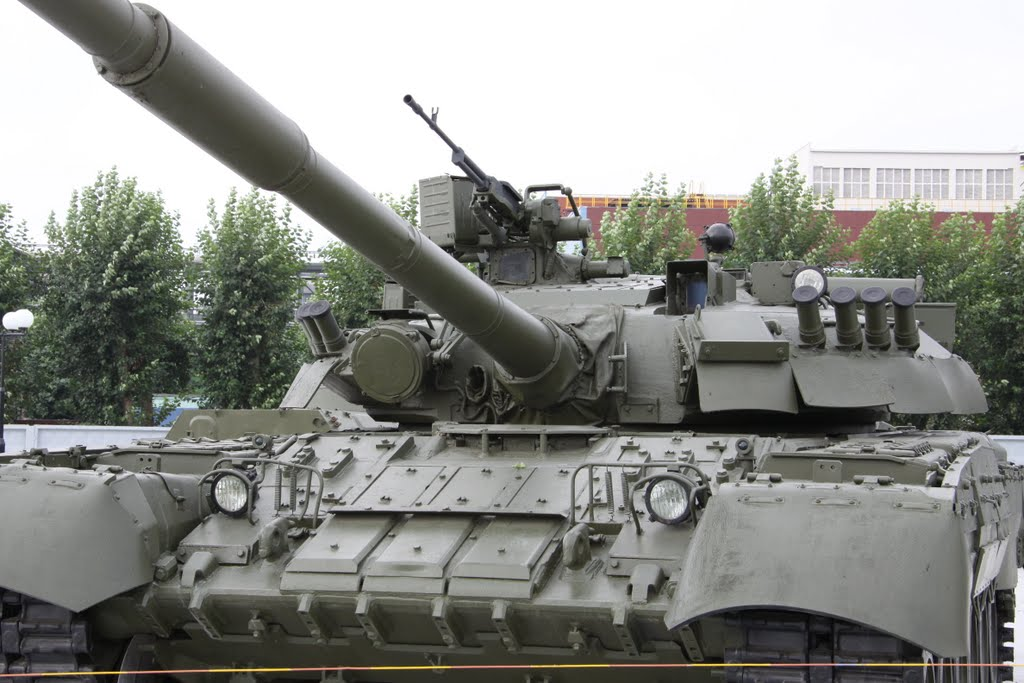
Детальний вид танка, на якому можна побачити вбудований динамічний захист і дистанційно керований кулемет

Танк загалом наслідує компонування танків родини Т-80 та майже ідентичний за будовою до Т-80У. Він зберігає типові риси радянського танкобудування, яке, починаючи з Т-64, вирізнялось невеликими габаритами та масою танків, завдяки механізму автоматичного заряджання. Екіпаж типово складається з трьох осіб: механік-водій, командир і навідник.

### Захист
Броньовий захист комбінований, ідентичний Т-80У. Частина танків пакистанського контракту мала зварно-катані башти українського виробництва. Прокат зміцнював сталь і позбавляв її неоднорідності, що зробило нові башти міцнішими та легшими за литі радянські.
Перші Т-80УД були обладнані динамічним захистом «Контакт-1», а з 1988 вже встановлювали «Контакт-5», що належить до другого покоління вибухового динамічного захисту та може зменшувати ефективність підкаліберних боєприпасів.

### Озброєння

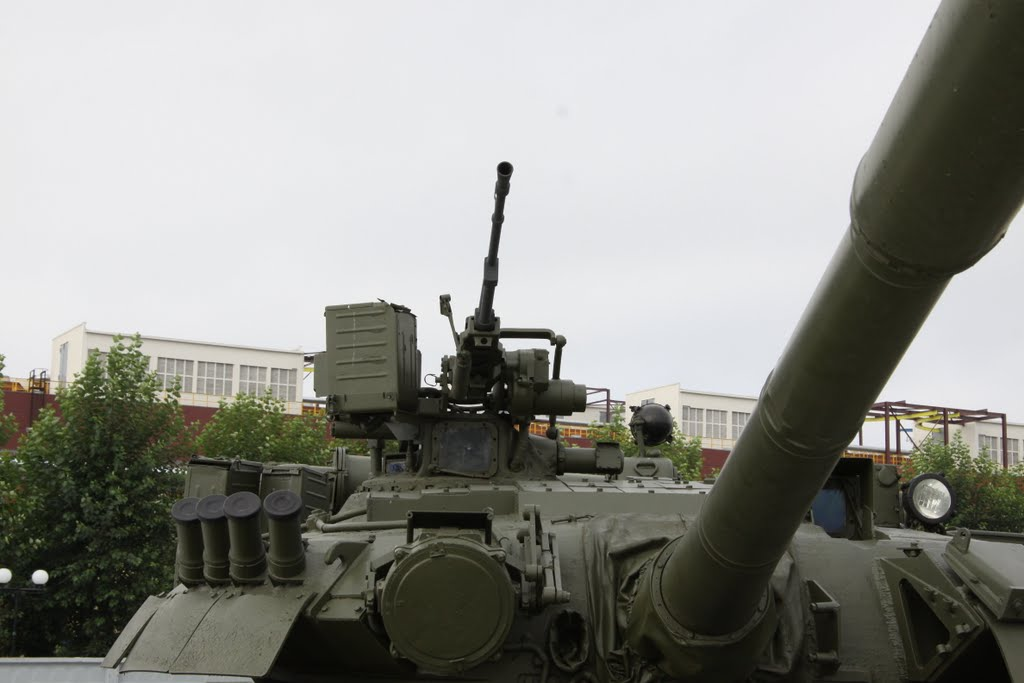
Зенітна кулеметна установка 1ЕЦ29. Видно зенітний приціл ПЗУ-7, що виступає в бік середини башти.

Радянські танки мають ідентичне озброєння з Т-80У, представлене 125-мм гладкоствольною танковою гарматою 2А46М-1 з механізмом заряджання. Для спостереження та стрільби використовується система керування вогнем танка 1А45 «Іртиш» з денним прицілом 1Г46, нічним прицілом ТПН-4С «Буран-ПА» і прицільно-спостережним комплексом командира ПНК-4С. Комплекс керованого озброєння — 9К119 «Рефлекс». Під час виконання пакистанського контракту українські заводи опанували замкнений цикл виробництва 125-мм гармат КБА-3, якими було оснащено частину танків.
Т-80УД має зенітну кулеметну установку, що відрізняється від відкритої установки Т-80 та тумбової установки Т-80У. На ньому встановлена установка 1ЕЦ29 (рос. 1ЭЦ29) закритого типу з дистанційним керуванням та електроприводом, подібна до такої на Т-64. Кути наведення складають -5—70° по вертикалі та ±75° по горизонталі відносно башти. У діапазоні -3—20° по вертикалі кулемет використовує командирський прилад спостереження ТКН-4С, стабілізований по вертикалі. Для ведення вогню поза цим діапазоном використовується зенітний приціл ПЗУ-7.

### Двигун і ходова
Основною відмінністю Т-80УД від Т-80У є двотактний дизельний двигун 6ТД-1 потужністю 1000 к.с. (746 кВт) замість газотурбінного ГТД-1000ТФ або ГТД-1250 (1100 / 1250 к.с.). Не сильно поступаючись ГТД у потужності (особливо з урахуванням потенціалу 6ТД-2 потужністю 1200 к.с.), він має значно вищу паливну ефективність, що забезпечує й більший запас ходу, а також дизельний двигун менш чутливий до спеки та пилу. Крім того, його вартість була приблизно в 5 разів меншою.
Порівняно з двигуном Т-72, двигун Т-80УД є дорожчим і складнішим, однак має вдвічі менший час заміни. Додатковою перевагою компонування моторно-трансмісійного відділення (МТВ) Т-80УД є розташування охолоджувального ежектора у вигляді герметичного короба над двигуном. Запалювальні речовини, що потрапляють на дах МТВ, виводяться разом з випускними газами через ежектор, тоді як у класичного дизеля з вентиляторним охолодженням ці речовини протікають усередину двигуна та трансмісії, спричиняючи пожежу з великою ймовірністю.
Ходова частина Т-80УД аналогічна Т-80У. Вона надала танку більший модернізаційний потенціал порівняно з «Об'єктом 476», оскільки носійну здатність ходової Т-64 вважали майже вичерпаною, як і можливості форсування його 700-сильного двигуна 5ТДФ.

## Характеристики
Характеристики Т-80УД:
|  | - Бойова маса: 46 тонн - Довжина з гарматою: 9729 мм - Довжина корпусу: 7085 мм - Ширина корпусу: 3560 мм - Висота (з кулеметом): 2740 мм - Заброньований об'єм: 11,3 м³ - Гармата: 125-мм 2А46М-1 (радянські танки) або КБА-3 (українські танки) - Кероване озброєння: 9К119 «Рефлекс» - Бойова швидкострільність: 6—8 пострілів/хв - Максимальна прицільна віддаль приціла-далекоміра 1Г46: - бронебійний підкаліберний: 4000 м - кумулятивний: 4000 м - осколково-фугасний: 5000 м - керований: 4000 м - Максимальна прицільна віддаль нічного приціла ТПН-4С «Буран-ПА»: - в активному режимі: 1500 м - в пасивному режимі: 1200 м - Максимальна віддаль стрільби (ОФ): 10 000 м | - Двигун: дизельний 6ТД-1 - Потужність двигуна: 1000 к.с. - Питома потужність: 21,7 к.с./т - Максимальна швидкість руху: 60—65 км/год - Запас ходу по шосе: 560—580 км - Запас ходу по ґрунту: 360—450 км - Середній питомий тиск на ґрунт: 0,932 кгс/м² - Максимальний кут підйому: 32° - Максимальний кут крену: 36° - Подолання перешкод: - ширина рова: 2,81 м - висота вертикальної стінки: 1,0 м - глибина броду: 1,8 м (без підготовки) - глибина з ОПВТ: 5 м |

## Модифікації
- Об'єкт 478 — перший варіант Т-80 з дизельним двигуном 6ТД-1, ескізний проєкт якого було створено 1976 року.[14]
- Об'єкт 478М — радикальний проєкт з X-подібним чотиритактним дизельним двигуном 12ЧН потужністю 1500 к.с., новітньою системою керування вогнем та комплексом активного захисту «Шатер».[14]
- Об'єкт 478Б — серійний Т-80УД. Виготовлявся з 1986, прийнятий на озброєння 1987 року.[14]
  - Об'єкт 478БК (1993) — український дослідний зразок Т-80УД зі зварно-катаною баштою.[33][39]
  - Об'єкт 478БЕ — серійний варіант зі зварною баштою для пакистанського контракту, виготовлено 175 одиниць.[33]
- Об'єкт 484 — дослідний командирський варіант («Т-80УДК») з додатковими засобами зв'якзку й керування та допоміжною силовою установкою.[46]

- Об'єкт 478Д — український дослідний Т-80УД з КОЕП «Штора» або «Варта», пасивним нічним прицілом ТПН-4Е «Буран-Е» та системою дистанційного підриву уламково-фугасних снарядів «Айнет». Шасі частково запозичене в Т-64.[33][47]
- Об'єкт 478ДУ та ДУ1 — прототипи, що було продемонстровано Пакистану 1993 року. Ці варіанти відрізнялись ходовими: перший мав котки типу Т-64, а другий — типу Т-80.[48]
- Т-84 — українська родина танків, подальший розвиток Т-80УД. Перший прототип створено 1994 року.
- Т-80УЄ-1 (Об'єкт 219АС-1) — російська модифікація, що відбувалась шляхом встановлення башти Т-80УД на модернізоване шасі Т-80БВ.

Т-80УЄ-1
Модифікацію Т-80УЄ-1 (рос. Т-80УЕ-1; індекс ГБТУ: Об'єкт 219АС-1) або Т-80У-Є1 було створено у зв'язку з тим, що російські Т-80УД, виготовлені в Харкові за часів СРСР, вичерпували ресурс ходової та двигуна, а їхній ремонт потребував би залучення України. Тому на початку 2000-х років було розроблено встановлення бойового відділення від Т-80УД на модернізовані шасі Т-80БВ. При капітальному ремонті шасі встановлювали ГТД-1250, автономний агрегат живлення ГТА-18А, новий динамічний захист. ГТА-18А та система зменшення витрат пального знижують експлуатаційну витрату пального на 33-34%. У бойовому відділенні замінювали блок введення поправок 1В216 на 1В216М, ІЧ-прожектор Л-4А на ПЛ-1, давач вітру 1Б11 на ДВЄ-БС. Також було виготовлено партію Т-80УЄ-1 з нічним прицілом «Пліса».- Видно відмінності від Т-80У: дистанційна зенітна установка, нічний приціл «Пліса», давач вітру ДВЕ-БС

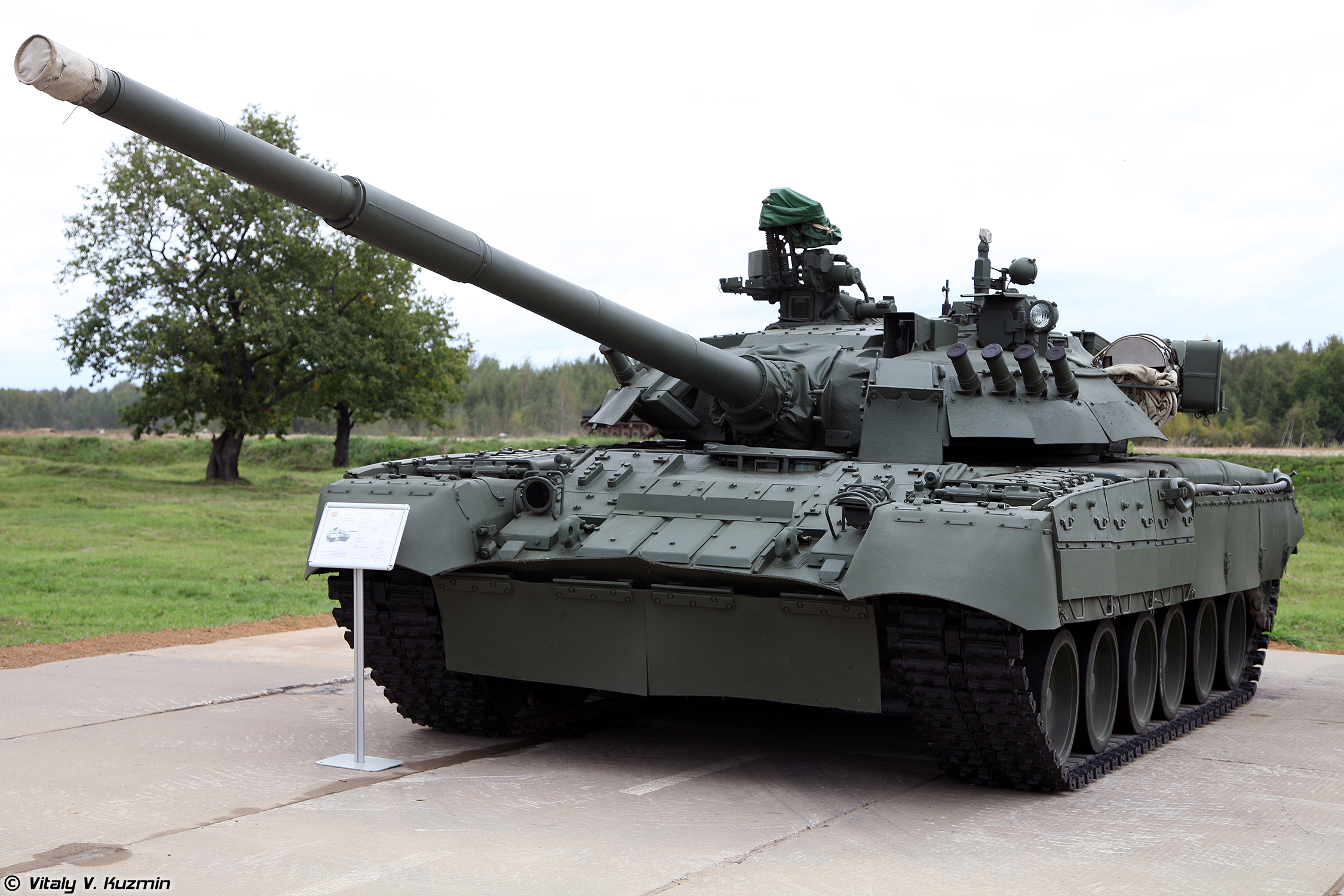
Видно відмінності від Т-80У: дистанційна зенітна установка, нічний приціл «Пліса», давач вітру ДВЕ-БС
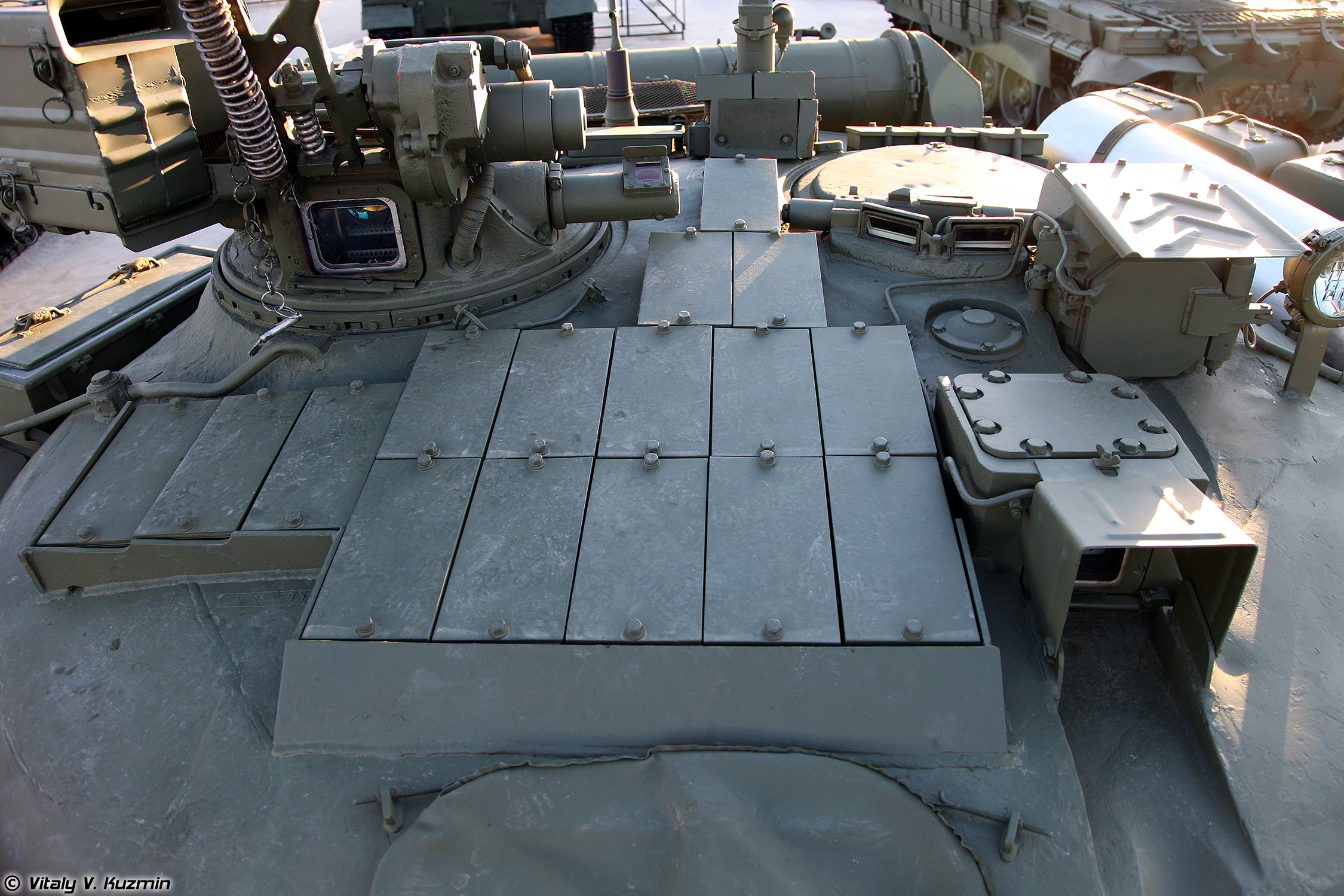
Вид башти згори
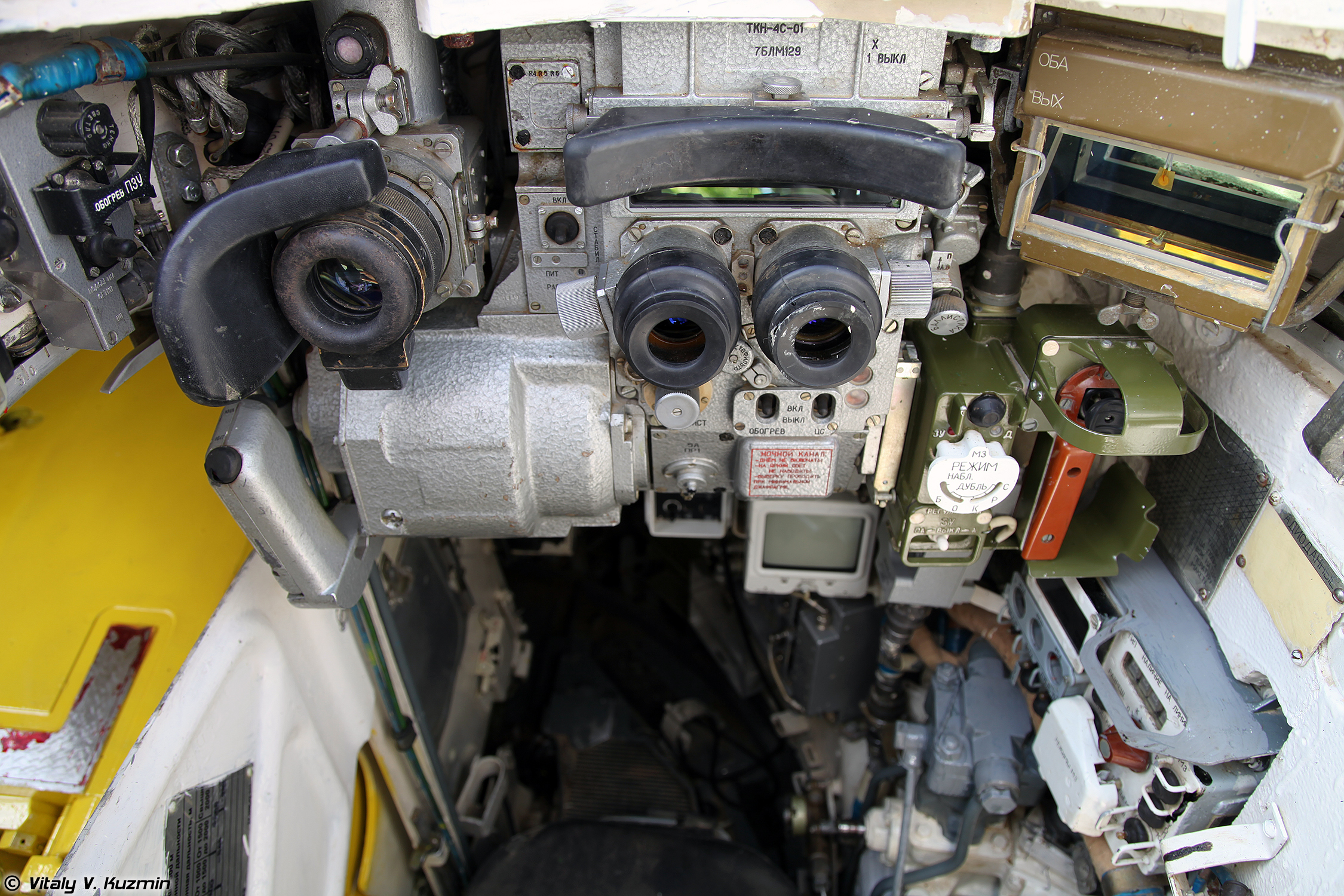
Місце командира
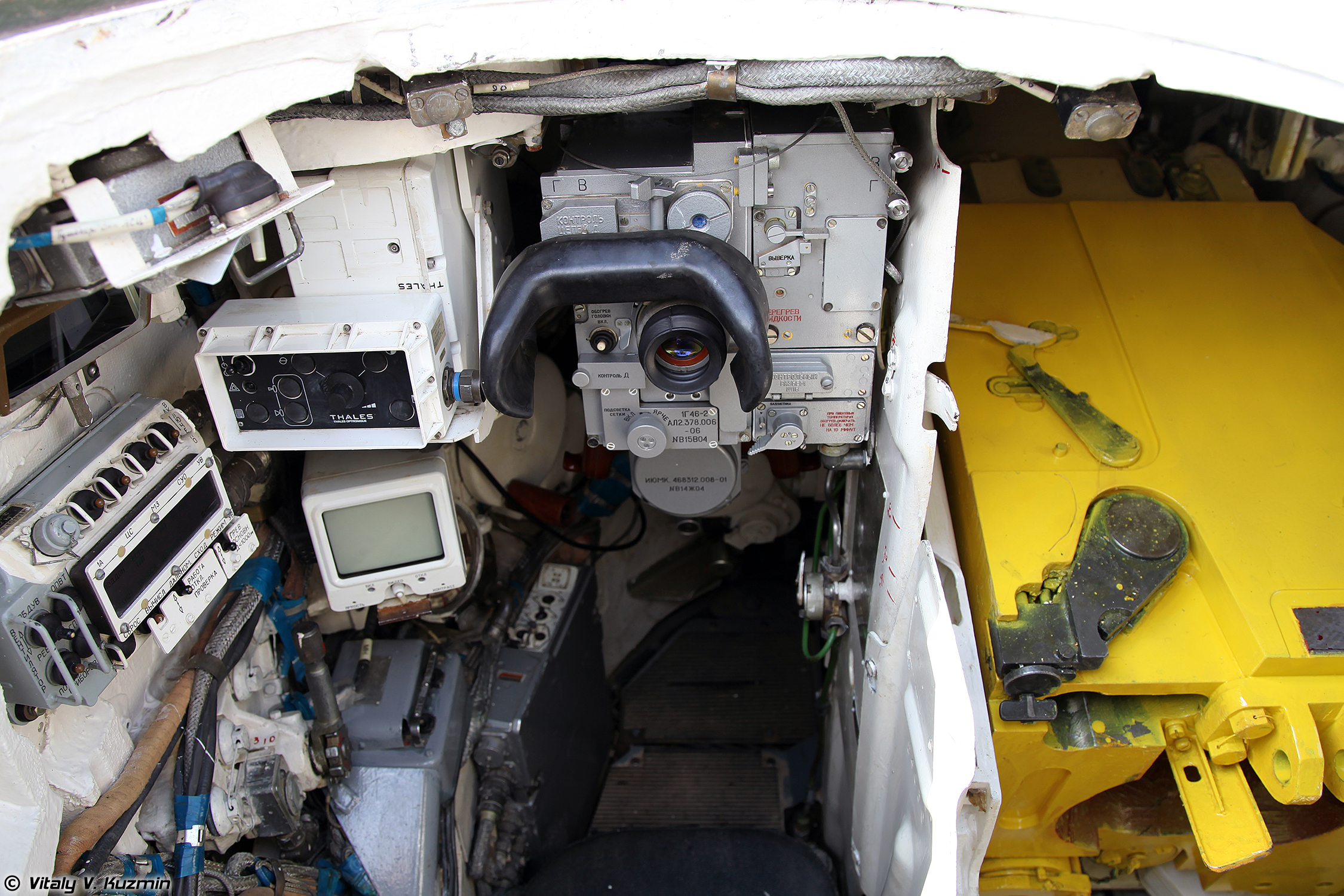
Місце навідника. По центру денний приціл 1Г46-2, ліворуч нічний приціл «Пліса»

## Оператори
Поточні оператори
- Пакистан. Станом на 2024 рік 315 танків на озброєнні.[50]

Статус невідомий
- Росія. Перейшли під час розпаду СРСР, перебували на озброєнні.[23][24]
- Україна. Деяка кількість Т-80УД перебувала в Україні після розпаду СРСР,[51] відбувалось серійне виробництво на експорт,[52] однак на озброєнні в Україні ці танки не перебували, як і Т-80У.[53]

Колишні оператори
- СРСР. Виготовлено 500 або 700 танків за різними даними, частина з яких надійшла на озброєння Таманської та Кантемирівської дивізій.[24][19][29][5][28]

Інше
- США. 4 українські Т-84 (під назвою Т-80УД) придбано 2003 року для дослідження.[54][55]

### Пакистан
1993 року танком зацікавився Пакистан. Україна відрядила туди делегацію на чолі з генеральним конструктором ХКБМ Михайлом Борисюком, що включала фахівців і дві машини, які відрізнялись між собою: «478ДУ» з котками Т-64 та «478ДУ1» з котками Т-80. Вважалось, що котки Т-64 могли бути кращими для пустелі, однак у Пакистані обрали традиційні обгумовані котки типу Т-80. У липні — вересні 1995 року Пакистан провів тендерні випробування танків з 3 тисячами кілометрів об'їзду в пустелі, стрільбою вдень і вночі по рухомих і нерухомих цілях. Зрештою українські танки продемонстрували перевагу над китайськими Тип 85 і після перемовин, 30 липня 1996 року було укладено контракт на 320 танків на суму 650 млн доларів, що відповідає чисельності бронетанкової дивізії.
Перші 15 танків пакистанська армія отримала 20 лютого 1997 року, а 23 березня вони пройшли урочистим парадом в Ісламабаді.
Для Пакистану було запропоновано різні комплектації, зокрема, з котками типу Т-64 з внутрішньою амортизацією та з традиційними для Т-80 котками з гумовим покриттям. Вибір зробили на користь менш шумної ходової типу Т-80. З міркувань економії було обрано 1000-сильний двигун 6ТД-1 та прибрано ІЧ-прожектор «Луна».
Пакистан закупив в України 320 танків Т-80УД, на останніх партіях якого використовувались елементи конструкції Т-84, зокрема, башта нової конструкції. Всього у 1997—1999 роках Україна поставила Пакистану 320 танків Т-80УД. Примітно, що Росія, військова промисловість якої теж зазнавала проблем і могла скласти конкуренцію, теж була зацікавлена в такій угоді, оскільки через напружені стосунки між Пакистаном та Індією, остання могла б зацікавитись купівлею російських Т-90С, що зрештою й відбулось 2001 року. Для виконання контракту було прийнято назад до заводу понад 5000 людей і задіяно 179 українських підприємств.
2017 та 2018 років Україна постачала двигуни для цих танків. У лютому 2021 року Укроборонпром на IDEX-2021 уклав контракт з Пакистаном на ремонт і модернізацію Т-80УД на 85,6 млн доларів. У лютому 2022 стало відомо, що Пакистан завантажив Завод імені Малишева на весь рік і частину 2023.

### СРСР і Росія
Більшість виготовлених танків Т-80УД надійшли до військових частин не на території України, зокрема, танки опинились у складі 2-ї мотострілецької (Таманська) та 4-ї танкової (Кантемирівська) дивізій, що з розпадом СРСР перебували під російським командуванням. Традиційно саме ці підмосковні дивізії отримували нові танки. Вони пройшли на парадах 9 травня («День Перемоги») й 7 листопада («Жовтнева революція») 1990 року по Красній площі й таким чином стали першими танками родини Т-80, показаними на широку публіку.
Після розпаду СРСР було важко обслуговувати танки, оскільки заводи та конструкторські бюро були в тепер незалежній Україні, а ресурс двигунів був обмежений. Через взаємну недовіру між країнами не вдалось домовитись і про обмін газотурбінних Т-80, які залишились в Україні, на російські Т-80УД. Тому частину Т-80УД, не прослуживших й 7—8 років, було відправлено на утилізацію для виконання Договору про звичайні збройні сили в Європі.
У квітні 2024 з супутникових знімків стало відомо про зникнення 116 одиниць Т-80УД з 22-ї центральної бази резерву танків (місто Буй), яка зберігала близько 170 танків Т-80УД. Невідомо, яке саме застосування заплановано, оскільки обслуговування харківських двигунів 6ТД-1 є проблематичним. Існують припущення, що ці танки можуть отримати газотурбінні двигуни ГТД-1250 або дизельні В-92С2Ф, як на Т-80У та Т-90М відповідно, що, однак, потребує суттєве перероблення моторно-трансмісійного відділення.

### Україна
На момент здобуття незалежності 1991 року Україна мала незначну кількість Т-80УД, також було виготовлено невелику кількість на радянських запасах. Сумарно Україна могла мати близько 60 Т-80УД, які було відправлено на консервацію. Деяку частину з них було використано для виробництва танків для пакистанського контракту. На озброєнні Збройних сил України Т-80УД не перебували.
У жовтні 2022 року з'явилось відео, на якому було показано два Т-80УД у складі Сил оборони України. З урахуванням радянського триколірного камуфляжу, відмінного від двоколірного пакистанського, видання Defense Express припустило, що 10—30 таких танків було знято зі зберігання та відновлено завдяки деталям з захоплених російських Т-80У або Т-80УЄ-1.
2023 року в медіа поширилась інформація про те, що Пакистан нібито планував передати Україні понад 40 своїх Т-80УД, однак, надійних підтверджень таким планам не було.

## Бойове застосування

### Серпневий путч 1991 і розстріл парламенту 1993 року в Москві

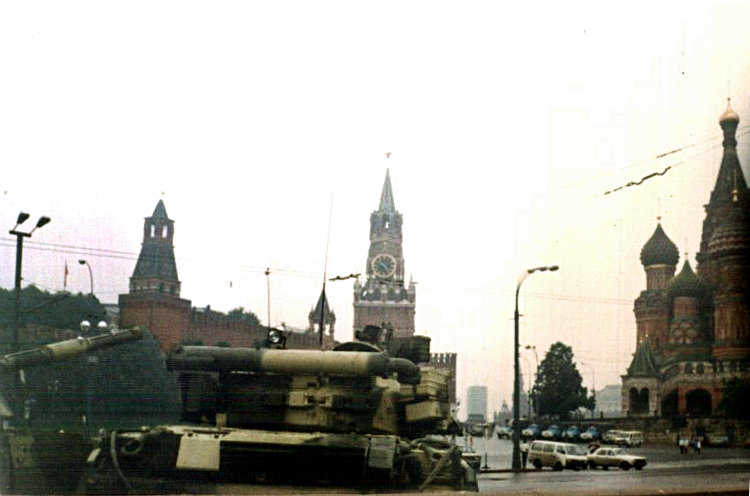
Російські Т-80УД на вулицях Москви, 1991 рік

Танки Т-80УД перебували на озброєнні елітних 2-ї мотострілецької Таманської та 4-ї танкової Кантемирівської дивізій, що дислокувалися під Москвою. Танки брали участь у Серпневому путчі 1991 року.
В ході політичної кризи в Росії 4 жовтня 1993 року шість танків Т-80УД 12-го гвардійського танкового полку Кантемирівської дивізії відкрили вогонь по будівлі парламенту в Москві. Танки під керівництвом генерал-майора Валерія Євневича випустили 2 підкаліберних і 10 уламково-фугасних боєприпасів. За словами одного з танкістів-учасників подій, вони не знали, по кому ведуть вогонь: представники ФСК перед тим нібито повідомили їм, що в будівлі знаходились терористи.

### Російсько-українська війна
У жовтні 2022 року з'явилось відео, на якому було показано два Т-80УД у складі Сил оборони України в радянському триколірному камуфляжі. Станом на листопад 2024 року відомо про один пошкоджений танк цієї моделі.

## Оцінки
Т-80УД став однім із останніх танків, розроблених в СРСР. Він вдало поєднав у собі витривале шасі родини Т-80, сучасні системи озброєння та бронювання, включно з комбінованим і динамічним захистом. Двигун 6ТД-1 надавав танку високу рухливість, порівнювану з такою в газотурбінного Т-80У, але за значно меншої витрати пального, а отже й з більшим запасом ходу. Порівняно з іншими радянськими танками, Т-80УД мав суттєво вищу питому потужність — 21,7 к.с./т проти 18,8 у Т-72Б та 16,5 в останніх модифікацій Т-64. Потужний двигун і нова ходова забезпечили танку значно більший модернізаційний потенціал, ніж у Т-64; на основі нього зрештою й було створено в Україні танки Т-84 «Оплот» і «Оплот-М».
Завдяки пакистанському контракту Т-80УД має велике значення для історії української оборонної промисловості. Він примітний тим, що попри занепад промисловості в пострадянській Україні, було створено достатньо сучасну бойову машину та налагоджено її серійне виробництво. При цьому Т-80УД коштував значно дешевше за танки західного зразка: весь контракт коштував 650 млн доларів, тобто, близько 2,2 млн за танк, тоді як французький «Леклерк» та американський «Абрамс» коштували по 5,5 та 4,8 млн відповідно.

## Збережені зразки

### Росія
- Тольятті. Т-80УД 1985 року випуску з динамічним захистом «Контакт-1» у парковому комплексі імені Сахарова.[71]

### Україна
- Київ. Єдиний збережений екземпляр «Об'єкта 478» (прототип Т-80УД) встановлений у Музеї історії України у Другій світовій війні в Києві.[72]
- Харків. Деяка кількість різних Т-80УД, в тому числі з елементами ходової Т-64, залишились на території випробувальної бази УПІ-19[прим. 3] ХКБМ.[72]

Розфарбований «Об'єкт 478» у Києві
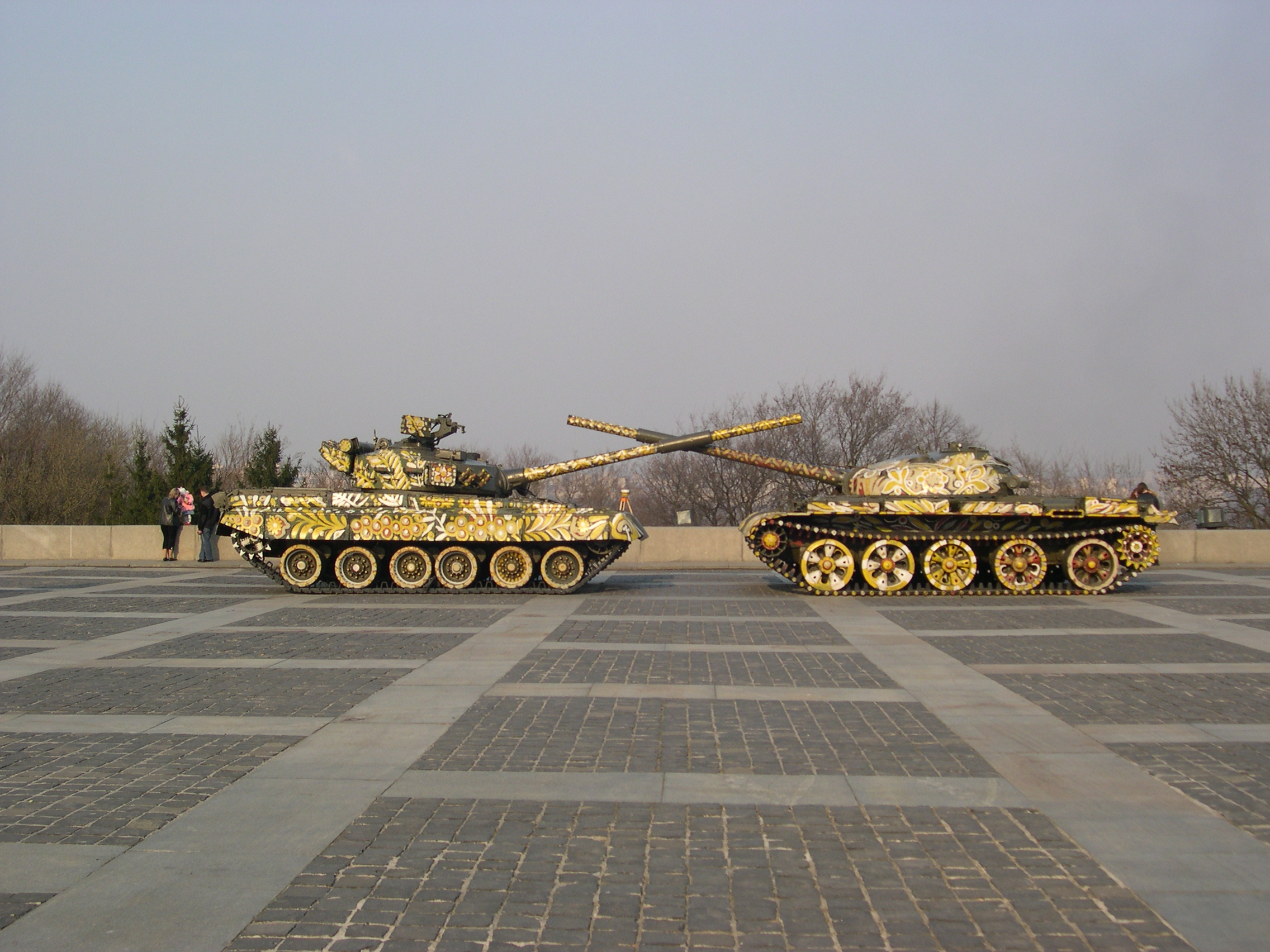
2007 рік
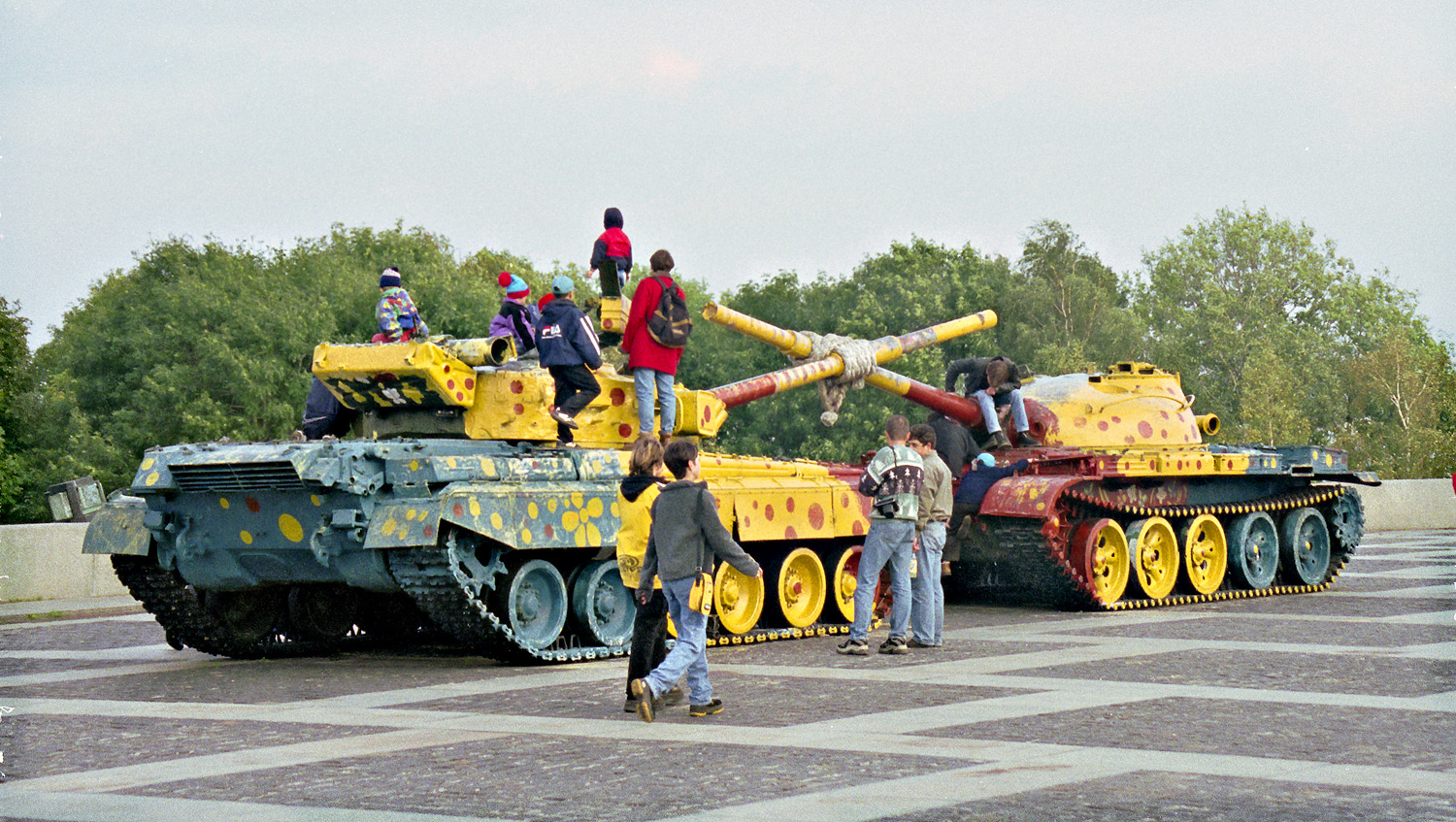
2007 рік
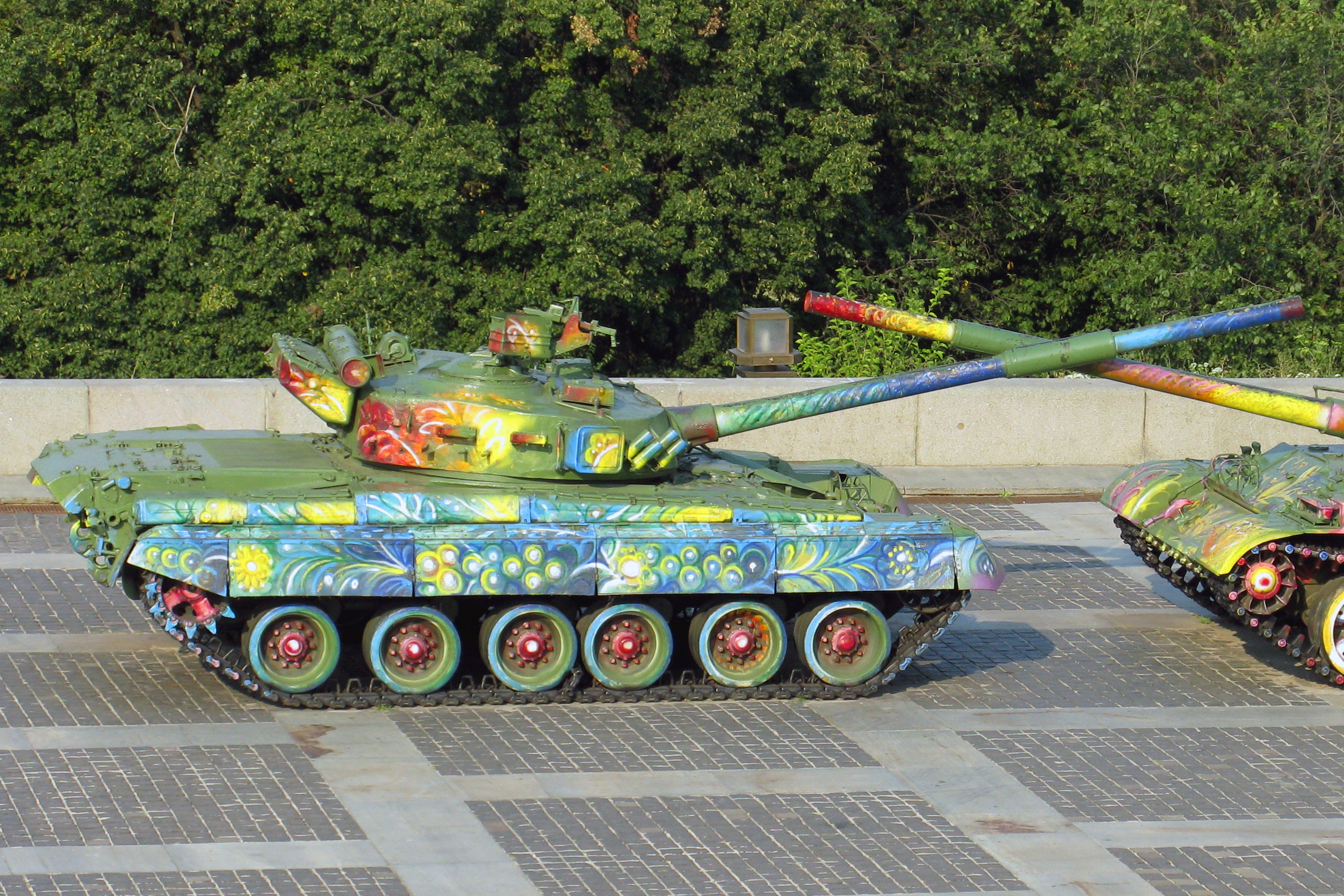
2008 рік
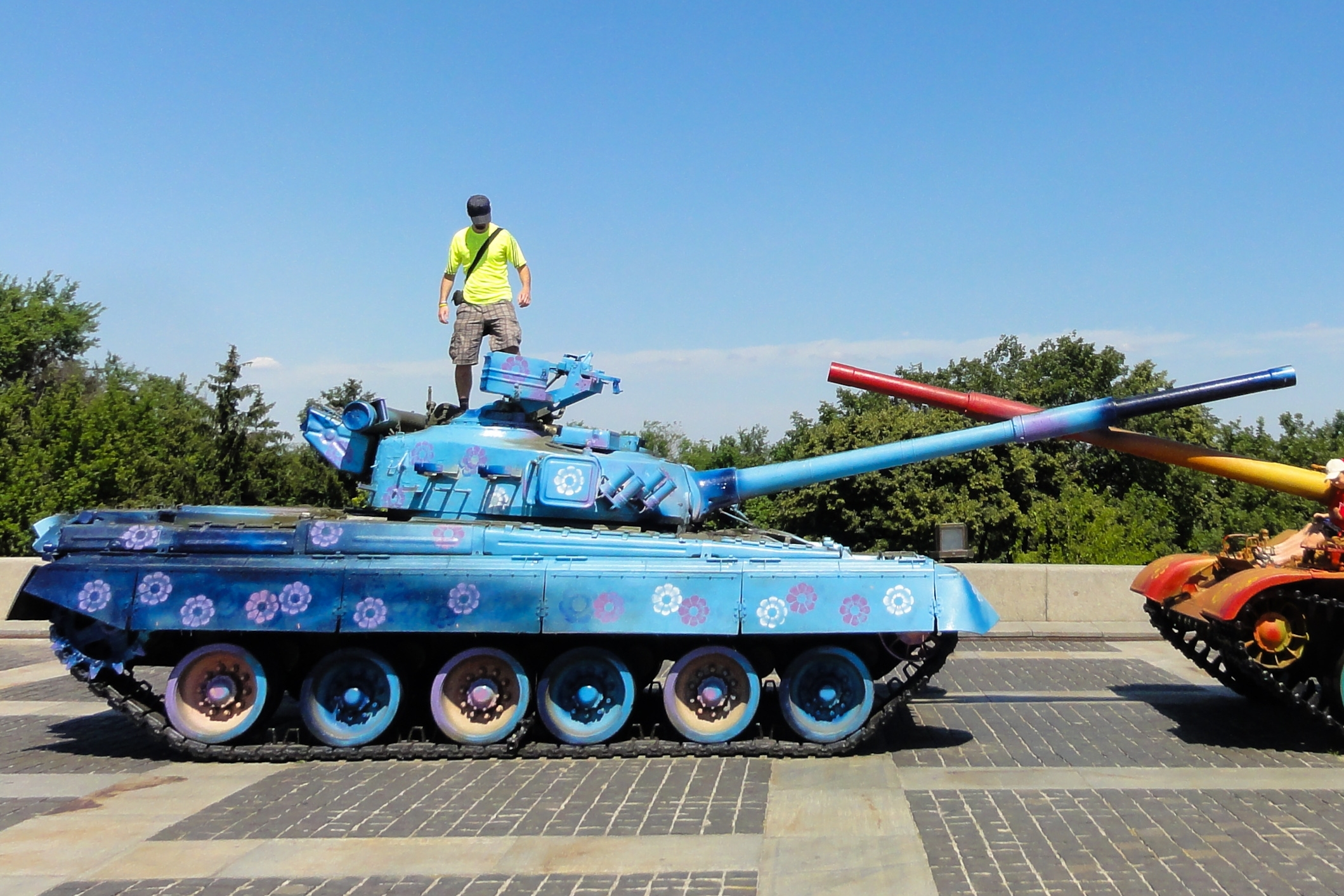
2011 рік
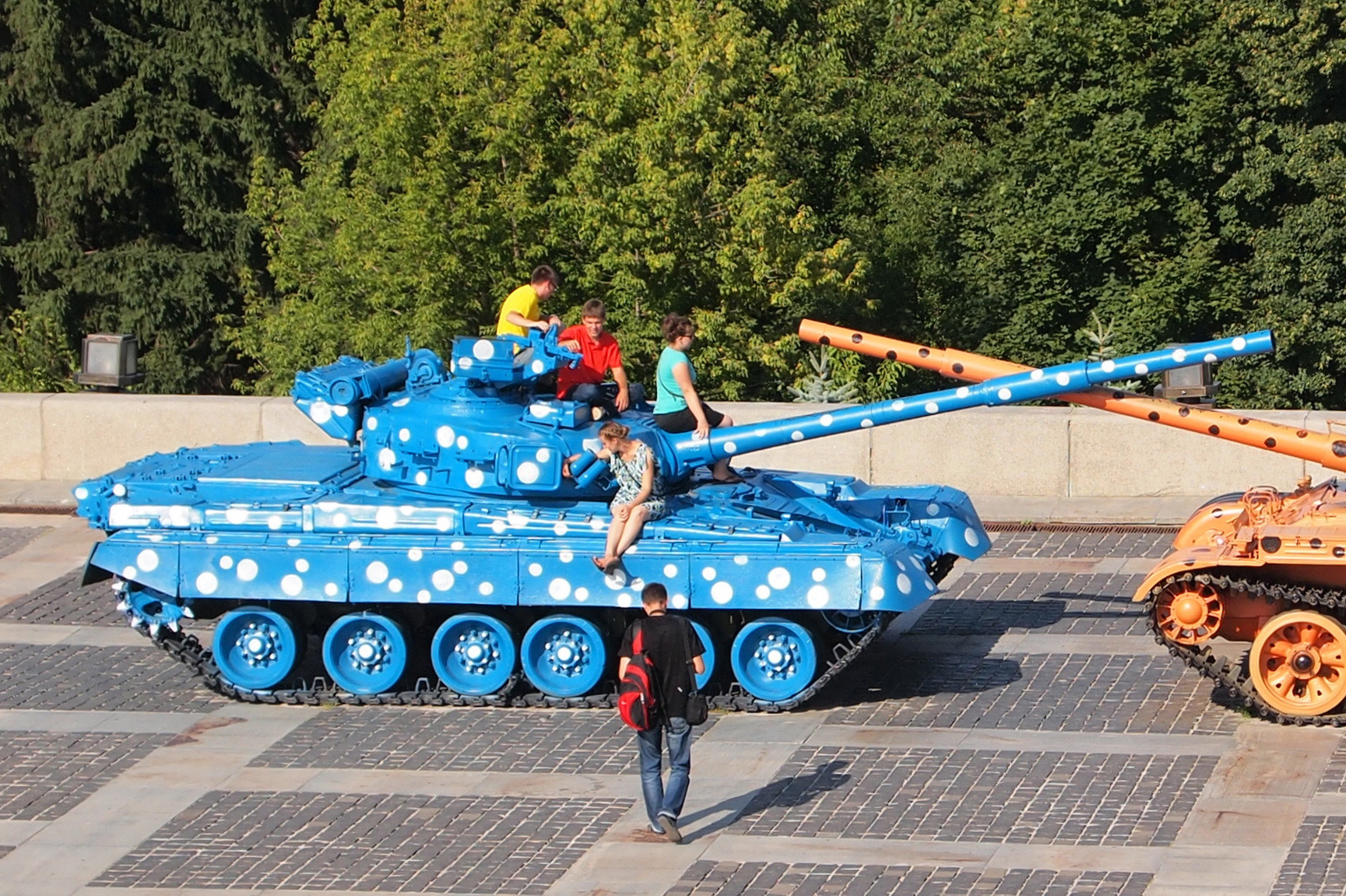
2013 рік
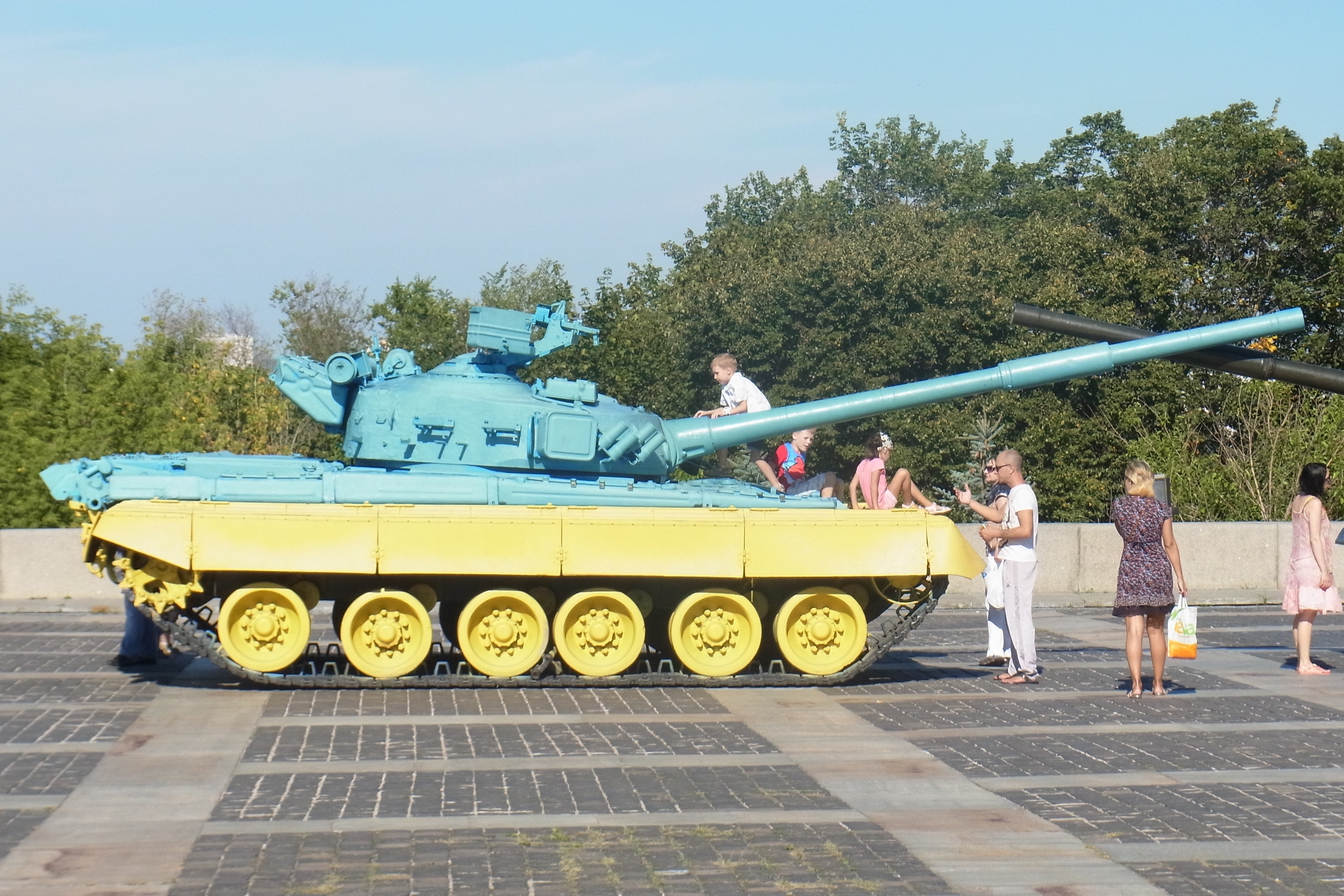
2016 рік

## У культурі
- В ММО-грі War Thunder представлений Т-80УД як преміумтанк VII рангу.